# Język bembe
Język bembe – język z rodziny bantu, używany w Demokratycznej Republice Konga. W 1982 roku liczba mówiących wynosiła ok. 250 tysięcy.